# گورستان خشکه لنگه کرفکش
گورستان خشکه لنگه کرفکش مربوط به دوران پیش از تاریخ ایران باستان - دوران‌های تاریخی پس از اسلام است و در شهرستان املش، بخش رانکوه، روستای کرفکش واقع شده و این اثر در تاریخ ۲ آبان ۱۳۸۲ با شمارهٔ ثبت ۱۰۶۴۹ به‌عنوان یکی از آثار ملی ایران به ثبت رسیده است.